# Андорф
Андорф (нем. Andorf) — ярмарочная коммуна (нем. Marktgemeinde) в Австрии, в федеральной земле Верхняя Австрия.
Входит в состав округа Шердинг.  Население составляет 5232 человека (на 31 декабря 2007 года). Занимает площадь 38 км². Официальный код  —  41402.

## Политическая ситуация
Бургомистр коммуны — Петер Пихлер (СДПА) по результатам выборов 2003 года.
Совет представителей коммуны (нем. Gemeinderat) состоит из 31 места.
- АНП занимает 14 мест.
- СДПА занимает 12 мест.
- АПС занимает 5 мест.